# Sarai Aquil
Sarai Aquil – miasto w północnych Indiach w stanie Uttar Pradesh, na Nizinie Hindustańskiej.
Populacja miasta w 2001 roku wynosiła 15 719 mieszkańców.